# Merostachys procerrima
Merostachys procerrima är en gräsart som beskrevs av Tatiana Sendulsky. Merostachys procerrima ingår i släktet Merostachys och familjen gräs. Inga underarter finns listade i Catalogue of Life.